# Euthyplociidae
Euthyplociidae (лат.) — семейство подёнок. Около 30 видов.

## Распространение
Это в основном тропические и субтропические подёнки. Семейство представлено тремя родами из Южной Америки, одним родом из Юго-Восточной Азии и двумя монотипичными родами из Африки (Exeuthyplocia и Afroplocia).

## Классификация
По другой классификации семейство относится к самостоятельному надсемейству Euthyplocioidea McCafferty, 2004 вместе с ископаемым семейством †Pristiplociidae (подотряд Furcatergalia, инфратряд Scapphodonta).
- Семейство Euthyplociidae Lestage, 1921
  - Подсемейство Euthyplociinae Lestage, 1921
    - Род Campylocia Needham & Murphy, 1924 — 7 видов, Южная Америка
    - Род Euthyplocia Eaton, 1871 — 4 вида, Южная Америка
    - Род Mesoplocia Demoulin, 1952- 2 вида, Южная Америка
    - Род Polyplocia Lestage, 1921 — 4 вида, ю.-в. Азия
    - Род Proboscidoplocia Demoulin, 1966 — 8 видов, Мадагаскар

  - Подсемейство Exeuthyplociinae Gillies, 1980 — Африка
    - Род Afroplocia Lestage, 1939 — 1 вид
    - Род Exeuthyplocia Lestage, 1918 — 1 вид